# Aufzeichnungen eines Jägers

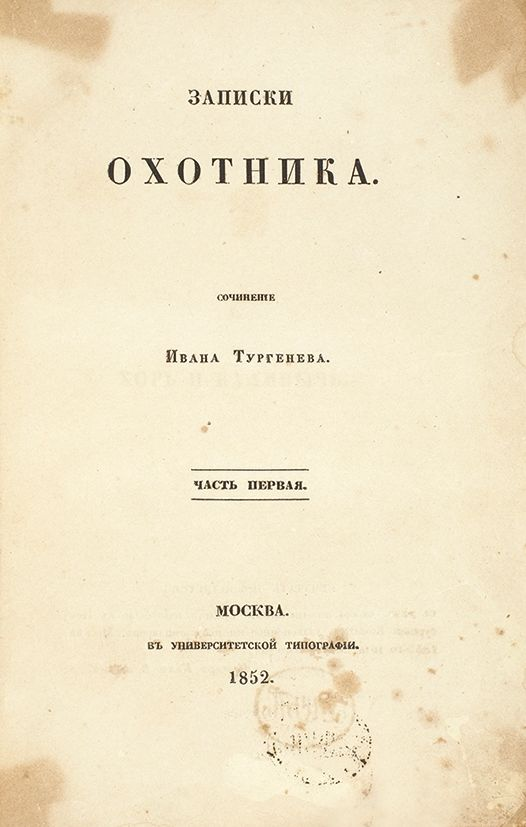

Aufzeichnungen eines Jägers (russisch Записки охотника) ist der Titel eines Zyklus von Erzählungen des russischen Schriftstellers Iwan Sergejewitsch Turgenjew. Die Sammlung erschien 1852 in Buchform und verhalf dem Autor zu erster Berühmtheit.

## Entstehungsgeschichte
1847 erschien in der Zeitschrift Sowremennik (Der Zeitgenosse) Turgenjews Erzählung Chor und Kalinytsch. Nach diesem ersten Erfolg schrieb Turgenjew weitere zwanzig Skizzen und Erzählungen, die ebenfalls im Sowremennik veröffentlicht wurden und 1852 unter dem Titel Aufzeichnungen eines Jägers in Buchform erschienen. 1854 erschien das Werk in deutscher und französischer Übersetzung. In den 1870er Jahren wurde der Zyklus auf 25 Erzählungen erweitert (unter anderem Die lebende Reliquie, 1874).

## Inhalt
Die Titelfigur ist ein auf der Jagd herumstreifender adeliger Gutsbesitzer. Aus der Sicht dieses Ich-Erzählers schildert Turgenjew das russische Land- und Provinzleben. Er verbindet dabei lyrische Naturschilderungen mit der realistischen Darstellung des russischen Landadels und der leibeigenen Bauern. Obwohl vom Standpunkt eines neutralen Beobachters geschrieben, sind die Erzählungen eine Anklage gegen die Leibeigenschaft, gegen die Unterdrückung der Bauern und die Ausbeutung durch Gutsbesitzer und eigennützige Verwalter.

## Hintergrund
Iwan Turgenjew war zeit seines Lebens selbst ein leidenschaftlicher Jäger. Er kannte auch die brutale Wirklichkeit des bäuerlichen Alltags von Kindheit an aus persönlicher Anschauung, denn er stammte aus adeliger Familie, und das elterliche Gut Spasskoje mit tausenden Leibeigenen wurde von seiner Mutter mit großer Härte verwaltet. Turgenjew erinnerte sich: „Ich wurde geboren und wuchs auf in einer Atmosphäre, wo Faustschläge, Tritte, Prügel, Ohrfeigen und ähnliches an der Tagesordnung waren. Auch ich wurde für jede Kleinigkeit fast täglich verprügelt.“
Das Erscheinen der Aufzeichnungen eines Jägers wurde vermutlich nur durch ein Versehen der Zensurbehörden möglich. Der Erfolg des Buches und die solcherart auf Missstände gelenkte Aufmerksamkeit veranlassten die zaristischen Behörden, gegen den Autor vorzugehen. Noch im Jahr 1852 wurde Turgenjew aufgrund seines Nachrufs auf den Tod Gogols, der ohne Zustimmung der Zensur erschienen war, verhaftet und für eineinhalb Jahre auf sein Gut verbannt.
1861 wurde die Leibeigenschaft in Russland unter Zar Alexander II. aufgehoben.

## Bedeutung
„...der Mit- und Nachwelt berichtet zu haben, was Leibeigenschaft ist..“ Julian Schmidt
„...poetische Anklagerede gegen die Leibeigenschaft...“ Alexander Herzen
„...Querschnitt durch die Leidensgeduld des russischen Bauerntums; ausgenutzt in allem, auch in der Liebe...“ Hermann Pongs

## Erzählungen
Die Aufzeichnungen eines Jägers beinhalten im Einzelnen folgende Skizzen und Erzählungen:
- Chor und Kalinytsch
- Jermolaj und die Müllerin
- Der Himbeerquell
- Der Kreisarzt
- Mein Nachbar Radilow
- Der Hofbesitzer Owsjanikow
- Ljgow
- Die Beschinwiese
- Kasjan von der Schönen Aussicht
- Der Bürgermeister
- Das Kontor
- Birjuk
- Zwei Gutsbesitzer
- Lebedjan
- Tatjana Borisowna und ihr Neffe
- Der Tod
- Die Sänger
- Pjotr Petrowitsch Karatajew
- Das Stelldichein
- Der Hamlet des Kreises Schtschigry
- Tschertopchanow und Nedopjuskin
- Tschertopchanows Ende
- Die lebende Reliquie
- Es rattert!
- Wald und Steppe

## Deutsche Ausgaben
- Aus dem Tagebuche eines Jägers. Deutsch von Adolf Gerstmann. Otto Janke, Berlin 1885. (google.ch)
- Federzeichnungen eines Jägers. Aus dem Russischen von Alexis Markow. Hendel, Berlin 1888.
- Memoiren eines Jägers. Aus dem Russischen übersetzt von Hans Moser. Reclam, Leipzig 1919.
- Aufzeichnungen eines Jägers. Deutsch von Alexander Eliasberg. Kiepenheuer, Potsdam 1924. Goldmann, München 1960.
- Erzählungen eines Jägers. In neuer Übersetzung von Benno Baron Toll. Gelion-Verlag, Berlin 1928.
- Aufzeichnungen eines Jägers. Übertragen von Paul Kutzner. Alster-Verlag, Wedel in Holstein 1946.
- Aufzeichnungen eines Jägers. Aus dem Russischen übertragen von Dora Berndl-Friedmann. Manesse, Zürich 1947.
- Aufzeichnungen eines Jägers. Aus dem Russischen übertragen von Wladimir Wonsiatsky und Elisabeth Wonsiatsky. Reclam, Leipzig 1949.
- Aufzeichnungen eines Jägers. Übersetzt aus dem Russischen von Johannes von Guenther. Aufbau-Verlag, Berlin 1955. Reclam, Stuttgart 1982.
- Aufzeichnungen eines Jägers. Aus dem Russischen übertragen von Manfred von der Ropp. Fischer, Frankfurt am Main / Hamburg 1961. Winkler, München 1976. Dtv, München 1983.
- Aufzeichnungen eines Jägers. Aus dem Russischen übersetzt von Herbert Wotte. Aufbau-Verlag, Berlin 1968. Insel, Frankfurt am Main 1989 (Neuauflage 2001).
- Aufzeichnungen eines Jägers. Aus dem Russischen übersetzt und mit einem Nachwort von Peter Urban. Manesse, Zürich 2004, ISBN 978-3-7175-2058-0. Diogenes, Zürich 2007, ISBN 978-3-257-23639-2.
- Aufzeichnungen eines Jägers. Neu übersetzt und mit einem Nachwort von Vera Bischitzky. Hanser, München 2018, ISBN 978-3-446-26018-4.

## Verfilmung
Die Erzählung Birjuk wurde 1978 unter dem gleichen Titel (deutsch: Der Waldhüter bzw. Isegrim) von dem sowjetisch-ukrainischen Regisseur Roman Balajan verfilmt.